# 라스트패스
라스트패스(LastPass)는 개인 계정에 암호화된 암호를 저장하는 프리미엄 암호 관리자 서비스이다. 라스트패스는 수많은 웹 브라우저용 플러그인과 수많은 스마트폰용 앱을 포함하는 웹 인터페이스 표준이다. 북마크릿 지원도 포함하고 있다.
로그미인은 2015년 10월 라스트패스를 인수하였다.

## 개요 및 역사

### 기능
암호와 보안 노트를 포함하여 라스트패스의 사용자 콘텐츠는 하나의 마스터 암호로 보호된다. 콘텐츠는 사용자가 사용하는 모든 장치에 동기화된다. 정보는 AES-256비트, PBKDF2 SHA-256 및 솔티드 해시(salted hash)로 암호화되며 암호화와 암호 해제는 장치 수준에서 발생한다. 라스트패스는 암호 입력과 폼 채우기를 자동화하는 폼 필러를 갖추고 있으며 암호 발생, 사이트 공유, 사이트 로그를 지원한다.
라스트패스는 구글 크롬, 모질라 파이어폭스, 애플 사파리, 마이크로소프트 엣지, 오페라를 포함한 수많은 웹 브라우저에 대한 확장 기능으로 이용 가능하다. 라스트패스는 안드로이드, iOS, 윈도우 폰 운영 체제를 구동하는 스마트폰에서 사용이 가능하다. 이 앱들은 오프라인 기능을 제공한다.